# Tifón Paka

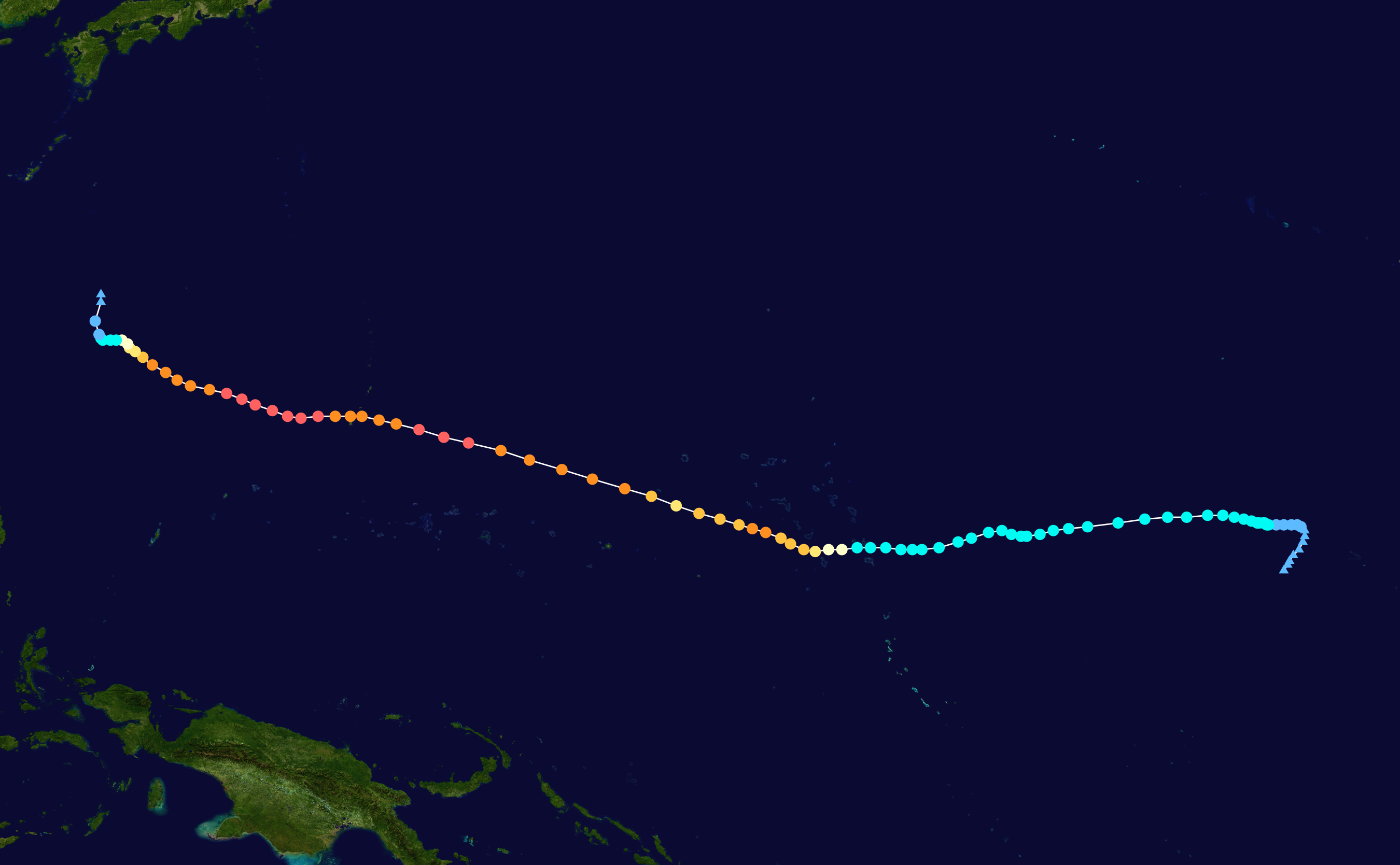
Trayectoria del tifón Paka

El tifón Paka, conocido en Filipinas como la depresión tropical Rubing (designación internacional:9728, designación JTWC: 05C), fue el último ciclón tropical de la temporada de huracanes y temporada de tifones en el océano Pacífico de 1997 y fue uno de los más intensos en el mes de diciembre.  El Paka, cuyo nombre es el hawaiano de Pat, se desarrolló el 28 de noviembre de una vaguada al suroeste de Hawái. La tormenta se desplazó generalmente al oeste y el 7 de diciembre cruzó al océano Pacífico occidental. En el transcurso de su trayectoria, el Paka se caracterizó por sus fluctuaciones de intensidad y el 10 de diciembre el ciclón alcanzó la categoría de tifón mientras se desplazaba sobre las islas Marshall. El 16 de diciembre, el Paka impactó las islas de Guam y Rota con vientos máximos de 230 km/h (145 mph) y se fortaleció adicionalmente hasta alcanzar su máximo pico de intensidad de vientos el 18 de diciembre sobre aguas abiertas. Subsecuentemente, el sistema inició su tendencia debilitatoria y el 23 de diciembre, el Paka, se disipó.
El Paka impactó primeramente las islas Marshall, donde descargó lluvias torrenciales y dejó $80 millones de dólares (USD 1997) en pérdidas. Después, el sistema pasó al norte de Guam, donde los vientos fuertes destruyeron 1.500 edificaciones y dañaron a 10.000 más; 5.000 personas se quedaron sin hogar y la isla experimentó un apagón completo durante y después del paso del tifón. Los daños en la isla se totalizaron en $500 millones (USD 1997), el cual propició la retirada de su nombre de la lista de ciclones tropicales. El Paka también causó daños menores en las islas Marianas del Norte. A pesar de todo lo dicho, el tifón no provocó pérdidas humanas.